# Пёстрый точильщик
Пёстрый точи́льщик (лат. Xestobium rufovillosum) — вид жука-древоточца из семейства Точильщики, который иногда поражает несущие конструкции старых зданий. Взрослый жук коричневый и имеет средний размер около 7 мм в длину. Яйца откладывают в тёмные щели в старой древесине внутри зданий, деревьев и ходов, оставленных предыдущими личинками. Личинки проникают в древесину и питаются ею несколько лет (максимально до 10 лет), прежде чем окукливаются. Личинкам требуется влажная и поражённая грибковым разложением древесина, достаточно мягкая для пережёвывания. В процессе пищеварения личинок принимают участие ферменты, способные к перевариванию целлюлозы и гемицеллюлозы.
Личинки жуков в ходе своей жизнедеятельности могут повреждать древесину, в которой живут. Таким образом они могут ослаблять несущие конструкции зданий, прокладывая в них ходы. Обработка инсектицидами малоэффективна, и лучшим вариантом может быть уничтожение взрослых жуков. Однако заражение этими жуками часто ограничивается историческими зданиями, поскольку в современных постройках для балок и стропил обычно используется древесина хвойных пород вместо дуба, который предпочитают жуки.
Этот вид точильщиков издаёт звуки, похожие на тиканья часов, ритмично ударяя головой о стенки своих ходов в древесине. Эти звуки являются способом привлечения самок. В постройках эти звуки иногда можно услышать летними ночами в стропилах старых зданий; поэтому в западной культуре жуки-точильщики ассоциируется с тихими бессонными ночами и на некоторых языках называются «стражами мертвецов» по аналогии с бдением рядом с умирающим или умершим. Кроме того, существует поверие, что эти звуки являются предзнаменованием смерти.

## Таксономия
Древесный точильщик относится к семейству жуков Ptinidae, ранее известному как Anobiidae. Сюда же входит ряд подсемейств, в том числе Ptininae, которые в основном являются падальщиками, Anobiinae, жуки-древоточцы, и Ernobiinae, также древоточцы. В 1912 году Морис Пик выделил таксон Ernobiinae для жуков, ранее классифицированных как Dryophilini. Уайт повысил этот таксон до статуса подсемейства в 1962 и 1971 годах, а в 1974 году включил в подсемейство 14 родов.

## Описание

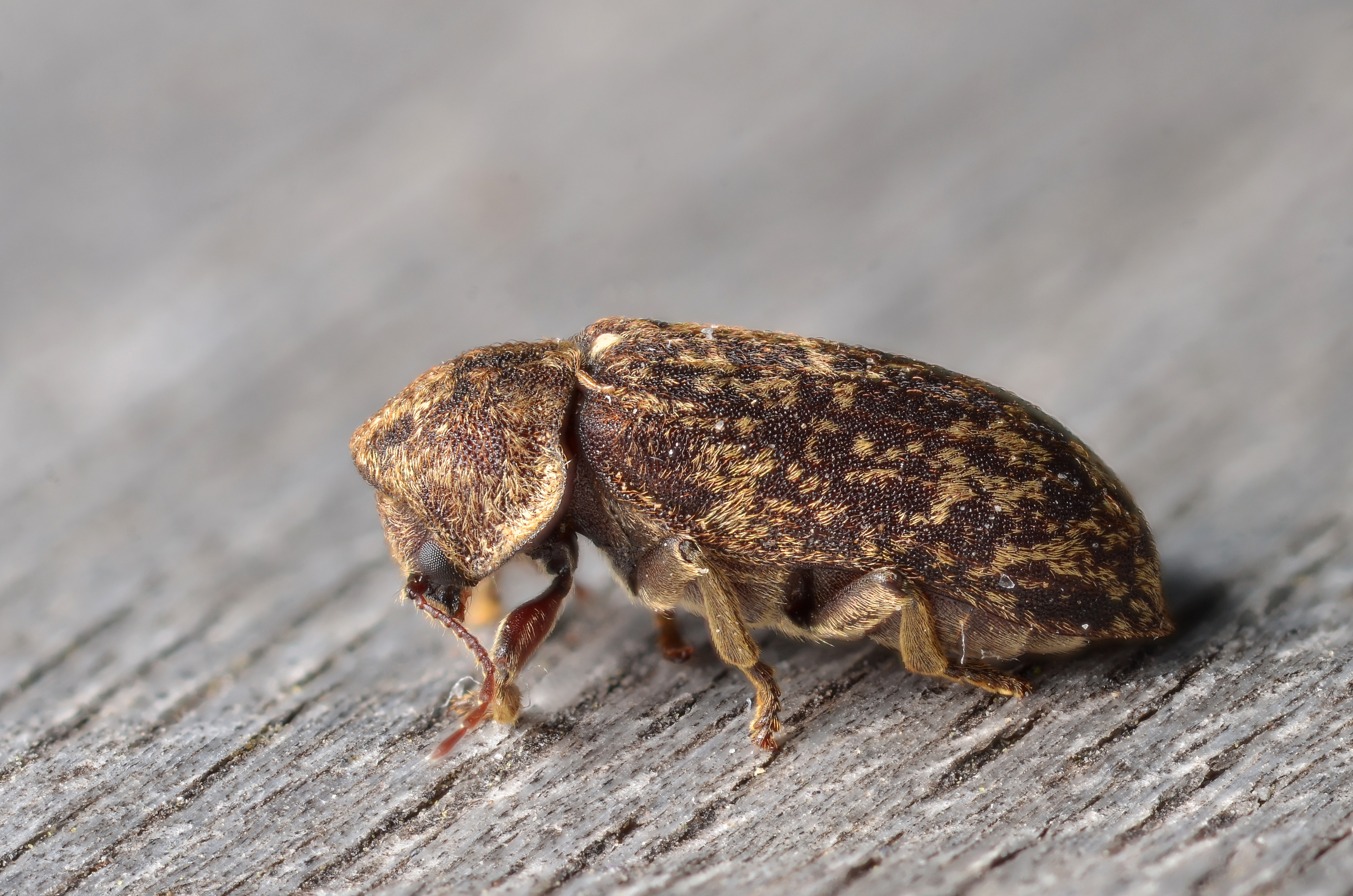
Взрослая особь, вид сбоку

Яйца белые, слегка заострённые на одном конце, клейкие. В среднем 0,7 мм длиной и 0,5 мм шириной.
Личинки кремово-белые с шестью ногами, чёрными челюстями, парой ложных глазных пятен по бокам головы. Вырастают примерно до 11 мм, что делает их самыми крупными среди Ptininae в Британии. Эти личинки отличаются вздутым грудным отделом и многочисленными золотыми щетинками.
Куколка, когда она только что сформировалась, блестящая и молочно-белого цвета. Постепенно темнеет по мере взросления и появления глаз, лапок и «зубов». На этом этапе развития они полностью меняют внешний вид, сформировав голову, глаза, ротовой аппарат, усики и ноги. Куколка имеет длину 7—8 мм и ширину около 3 мм.
Взрослый жук имеет цилиндрическую форму, длиной 6—7,5 мм. Голова в значительной степени скрыта коричневым щитком тораксом. Торакс и надкрылья тёмно-коричневые или красновато-коричневые, с пятнами опушения из желтовато-серых коротких волосков. Усики одиннадцатичлениковые, три дистальных членика несколько расширены.

## Распространение и среда обитания
Пёстрый точильщик встречается в Европе, Сибири, на Дальнем Востоке, а также в Северной Америке, Корсике, Алжире и Новой Каледонии. Его естественная среда обитания — мёртвая или гниющая лиственная древесина или, в некоторых случаях, хвойная древесина, особенно размягчённая грибковым поражением. Это может быть связано с влиянием грибковой гнили древесины на метаболизм азота у данного вида. Личинкам точильщиков также намного легче проникнуть в разложившуюся древесину, что позволяет им быстрее развиваться. Заболонь более питательна и обычно поражается первой, за ней следует ядровая древесина, размягчённая гниением. Дуб является основным хозяином, при этом американский дуб более восприимчив, чем европейский. Ива также подвергается нападению в Соединённом Королевстве. Жук не поражает недавно отмершую древесину; должно пройти около шестидесяти лет, чтобы мёртвый дуб достиг подходящего состояния для поражения точильщиком. Эти жуки, как правило, остаются на одном и том же дереве в течение нескольких поколений, пока его ресурсы не будут израсходованы.

## Жизненный цикл
В Великобритании взрослые особи появляются в апреле, мае или июне. Первыми появляются самцы, а самки готовы совокупляться сразу после вылупления, часто во второй половине дня. Вылупление происходит только при температуре выше 10 градусов по Цельсию. Спаривание происходит в скрытом месте, в основном на поверхности дерева, и длится около часа. Самки откладывают яйца в щели в древесине или в ходах, оставленных вылупившимися жуками. Взрослые особи не питаются и поэтому умирают в течение нескольких недель, к этому времени самка может отложить от 40 до 80 яиц небольшими партиями.
Яйца вылупляются примерно через месяц. Только что вылупившиеся личинки крошечные и прогрызают себе путь вглубь древесины, питаясь ею. Растут они очень медленно, это процесс может продолжаться от двух до десяти лет, или даже дольше. На этой стадии они окукливаются в «кармане», расположенном близко к поверхности древесины, и выходят через вновь проделанный ход либо через двадцать-тридцать дней, либо весной следующего года (около одиннадцати месяцев спустя).

## Экология
В зданиях жуки поражают старые дубовые брёвна, особенно те, которые подверглись грибковому разложению, обычно грибком Donkioporia expansa. Этот грибок поражает влажную древесину, часто проникая в места, где стропила или балки встроены в каменные стены, или вблизи протекающих крыш или переполненных водосточных желобов. Структурные повреждения здания наносят не взрослые насекомые, а их личинки, прокладывающие ходы в древесине.
Древесина трудна для переваривания, но когда она размягчена в результате грибкового распада, ферменты в кишечнике личинок способны расщеплять целлюлозу и гемицеллюлозу, образующие клеточные стенки; это позволяет личинкам использовать белок, крахмал и сахара, содержащиеся в клетках древесины.
Жуки вида Korynetes caeruleus поедают пёстрых точильщиков, а также и мебельного точильщика (Anobium punctatum). Самка Korynetes caeruleus откладывает яйца в выходные отверстия ходов, а плотоядные личинки заселяют сами ходы, проделанные точильщиками, питаясь их личинками. Взрослые точильщики плохо летают, но могут бегать по поверхности древесины. Иногда их ловят пауки, в паутине иногда попадаются их хитиновые останки.

## Выбор места кладки
Взрослая самка живёт недолго (1—2 месяца) и должна найти подходящее место, в котором относительно быстро отложит яйца. Она ориентируется на запах, чтобы найти поражённую грибком древесину. При выборе отдаётся предпочтение старой древесине (старше века). Деревья с глубокими расщелинами также предпочтительны, так как они обеспечивают тёмное безопасное укрытие для яиц.

## Коммуникация
Взрослый жук общается, ударяя головой о субстрат, создавая стук. Самцы обычно стучат первыми, а самки отвечают. Самка реагирует в течение 2 секунд на призыв самца. После ответа самки самец через 2—30 секунд стучит снова. Стук создают вибрацию подложки. Этот способ общения на дальнем расстоянии отличается от способа общения большинства жуков-древоточцев, использующих феромоны.
Чтобы найти самок, самцы проходят небольшое расстояние, останавливаются и постукивают, ориентируются на ответ самки и повторяют призыв. Отвечают только готовые к спариванию самки, уже спарившиеся на призыв не реагируют. Каждый цикл постукивания содержит от 4 до 11 ударов со средней частотой 10 Гц. Самки реагируют только на циклы с 6 или более ударами с частотой 4-20 Гц. Самцы с более высокими частотами имеют больше шансов найти себе пару.

## Спаривание
Было показано, что самки избирательно выбирают самцов, с которыми они спариваются. Во время спаривания самцы отдают значительную часть своей массы тела, в среднем 13,5 %, за счёт эякуляции сперматофора. Это «свадебный подарок» самке. Хотя самки не могут определить массу самца по внешнему виду, они могут это сделать, когда самец пытается забраться на самку. Поскольку самцы на взрослой стадии не питаются, их ресурсы для «подарка» сохраняются с личиночной стадии. Самцы большей массы способны, соответственно, передать самке большую массу, чем более лёгкие самцы, в результате чего самки выбирают более тяжёлых самцов и отвергают более лёгких. Отказавшись от такой большой массы тела, самцы снижают вероятность спаривания с ещё одной самкой из-за нехватки ресурсов для второго «подарка».

## Ущерб
Из-за того, что многие английские здания, особенно на юге страны, построены из старого дуба, который привлекает этих жуков, наибольший экономический ущерб от них приходится на Англию.
Трудно определить, какое насекомое присутствует во внутренней древесине; по своей природе личинки скрыты от глаз в своих ходах. На присутствие насекомых-древоточцев могут указывать фрасс (фекальные остатки) и свежая древесная пыль. Недавние выходные ходы часто имеют блестящие края, в то время как края старых отверстий тускнеют. Виды вовлечённых насекомых иногда можно определить по фекальным шарикам в пыли. Взрослые жуки, живые или мёртвые, могут присутствовать на стекле или подоконниках окон, как и отдельные враги жуков в тех же местах — вероятное указание на наличие внутри определённых насекомых-древоточцев.
Прямой осмотр внутренней части древесины деструктивными средствами часто неприемлем, и требуются неинвазивные методы. Другие средства идентификации насекомых-древоточцев включают ловушки с феромонами; они эффективны против обыкновенного мебельного жука и домового усача (Hylotrupes bajulus), но не против древесного точильщика. Однако взрослых жуков-точильщиков привлекает свет. Звуки кормящихся личинок можно услышать как без посторонней помощи, так и с помощью стетоскопа, а также можно использовать рентгеновские снимки и компьютерную томографию. Точно так же активные личинки могут быть идентифицированы по вибрациям в ультразвуковом диапазоне. Выходные ходы диаметром 2-3 мм, что шире, чем у мебельного точильщика.
Пёстрые точильщики повреждают здания, в основном построенные из твёрдой древесины, причём хвойная древесина будет повреждена, только если она соприкасается с лиственной.

## Борьба
Этот жук был впервые описан в 1668 году Джоном Уилкинсом, но только в 1913 году профессор Лефрой провёл первое научное исследование в попытке найти решение для борьбы с этими жуками.
Личинки жука обитают глубоко в древесине. Недавние исследования показали, что большинство принятых практик наружного применения инсектицидов малоэффективны. Только газовая фумигация сохраняет эффективной, но создаёт серьёзные практические проблемы при работе с крупными историческими зданиями, которые больше всего привлекают этих жуков. На самом деле наружное применение инсектицидов может принести больше вреда, чем пользы, уничтожая естественных врагов жука. Одним из способов решения этой проблемы может быть использование ультрафиолетовых «инсекторезов», чтобы привлечь и убить взрослых особей, которые весной выходят из леса. Если есть опасения по поводу прочности конструкционной древесины, можно высверлить образцы, чтобы определить состояние древесины.
Современные методы ультразвукового исследования позволяют с большой точностью определить степень и локализацию поражения в древесине, а для исторических объектов, где необходимо избегать повреждения декоративной штукатурки, можно выполнить микросверление и точечный впрыск с помощью иглы для подкожных инъекций. В качестве альтернативы, если повреждения древесины допустимо, в ней можно просверлить более крупные отверстия диаметром 6 мм и нанести густую пасту с инсектицидом, которая не просачивается в соседние области. Так же стоит отметить, набирающий популярность термический метод, заключающийся в прогреве древесины до 65 гр. С с помощью специальных генераторов СВЧ микроволнового поля. Во всех ситуациях следует устранять любые структурные повреждения, которые могут позволить воде проникнуть и намочить древесину, подвергающуюся поражению, чтобы замедлить жизненный цикл насекомых и, таким образом, свести к минимуму их распространение.

## В культуре
Стук жука-точильщика долгое время считался предвестником смерти, и его лучше всего слышно тихими ночами в стропилах старых домов и во время безмолвных бдений у постели умирающего.
Английский писатель, врач и естествоиспытатель Томас Браун (1605—1682) в своём энциклопедическом каталоге распространённых заблуждений Pseudodoxia Epidemica попытался исправить ошибочные представления о «жуках-стражниках» как о предзнаменовании смерти.
Дурная слава жуков-точильщиков как рокового предзнаменователя упоминается в четвёртой книге стихотворения Джона Китса 1818 года «Эндимион».
Термин «часы смерти» применялся к целому ряду других тикающих насекомых, включая мебельного точильщика ; некоторые из так называемых книжных вшей семейства Psocidae и соответственно названные Atropos divinatoria и Clothilla pulsatoria. (В греческой мифологии Атропос и Клото были двумя из трёх мойр (судьб), связанных со смертью).
В 1838 году Генри Дэвид Торо опубликовал эссе, в котором упоминается пёстрый точильщик. Вполне возможно, что это эссе вдохновило Эдгара Аллана По на написание рассказа 1843 года «Сердце-обличитель», и что звук, который главный герой слышит в кульминации истории, был стуком жука внутри стены, а не биения мёртвого сердца жертвы. Однако более вероятно, что это было метрономическое тиканье книжной воши, а не группы из шести-восьми постукиваний древесного точильщика.
Этот жук упоминается в «Приключениях Тома Сойера» Марка Твена 1876 года: «Затем ужасное тиканье „часов смерти“ в стене у изголовья кровати заставило Тома содрогнуться — это означало, что чьи-то дни сочтены».
Даже Беатрикс Поттер упоминает данного жука в своей детской книге «Портной из Глостера» (написана в 1901 году, опубликована в 1903), когда мыши под чайными чашками начинают «хор маленьких постукиваний, звучащих вместе и отвечающих друг другу, как жуки в старой, изъеденной червями оконной ставне».
В «Весёлой ночи» Дороти Л. Сэйерс (глава 17) обсуждается механизм тиканья жука и сравнивается со щёлкающим звуком, издаваемым плохо сидящей жёсткой манишкой рубашки.
В 1988 году Линда Пастан написала стихотворение под названием «The Deathwatch Beetle». В 1995 году Алиса Хоффман упомянула жука в своём романе «Практическая магия», используя его как предзнаменование смерти; главная героиня слышит его незадолго до смерти мужа.